# Andrest
Andrest (en francès Andrest) és un municipi francès situat al departament dels Alts Pirineus i a la regió d'Occitània.

## Demografia
| 1962                                       | 1968 | 1975 | 1982  | 1990  | 1999  | 2007  |
| ------------------------------------------ | ---- | ---- | ----- | ----- | ----- | ----- |
| 688                                        | 713  | 881  | 1.002 | 1.253 | 1.229 | 1.351 |
| Des de 1962: població sense dobles comptes |      |      |       |       |       |       |

## Administració
| Període | Identitat               | Partit |
| ------- | ----------------------- | ------ |
| 2001-   | Anne-Marie Saint-Martin | PCF    |